# Kemp, Texas
Kemp là một thành phố thuộc quận Kaufman, tiểu bang Texas, Hoa Kỳ. Năm 2010, dân số của xã này là 1154 người.

## Dân số
- Dân số năm 2000: 1133 người.
- Dân số năm 2010: 1154 người.